# 7581 Yudovich
7581 Yudovich è un asteroide della fascia principale. Scoperto nel 1990, presenta un'orbita caratterizzata da un semiasse maggiore pari a 3,1218743 UA e da un'eccentricità di 0,1457611, inclinata di 3,62587° rispetto all'eclittica.